# Gude Axelsen Giedde

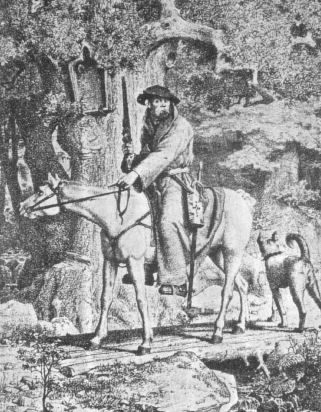
Gude Axelsen Giedde till äst med slagsvärd och pistoler, glasradering av Georg von Rosen (1843–1923).

Gude Axelsen Giedde (försvenskat Gude Axelsson Gedda), född omkring 1510 i Trondheim, Norge, död 1590 i Kville socken, i nuvarande Tanums kommun, Bohuslän, var en norsk officer samt luthersk kyrkoherde och prost i Kville socken, Bohuslän, då tillhörande Norge.

## Biografi
Gude Axelsen Giedde är omnämnd i Chorographia Bahusenis thet är: Bahus-Läns Beskrifning (1746) av Johan Oedman:
| ” | Tänckte sedan wid sin hemkomst [från studier i Wittenberg], genom Swärdet återwinna sitt Adelskap, thet Fadren Axel Giedde, genom ett ofri ock oadeligt Gifte, med en Kiöpmans dotter bortmiste, ock tiente sig up til Lieutnant. | „ |

Gude Axelsen Giedde, även stavat Gjedde, föddes cirka 1510 i Trondheim, Norge, som son till Axel Giedde och Margareta, född Pedersdotter. Fadern, som enligt uppgift var löjtnant i Trondheim, ska ha förlorat sitt adelskap genom giftermål med en köpmansdotter. Gude Axelsen Giedde gifte sig med Johanna, född Pedersdotter, med vilken han fick minst tre söner.
Uppgifter om att Gude var sonsons-son till Erengisle Gädda av Gäddaätten från Småland i Sverige förefaller som bäst spekulativa. Hursomhelst kom Gude Axelsen Gieddes ättling i sjunde led majoren och lotslöjtnanten Gustaf Axel Gedda (1763–1828) att adlas Gedda (n:o 2168) av kung Gustav IV Adolf år 1797, en ätt till vilken Gude Axelsen Giedde räknas som stamfader.
I sin ungdom studerade Giedde vid Universitetet i Wittenberg i Kurfurstendömet Sachsen, Tyskromerska riket, och blev en anhängare och vän till Martin Luther som han ofta brevväxlade med. Väl tillbaka i Norge blev Giedde officer.
Den dansk-norske kungen Kristian III var emellertid angelägen om att införa reformationen i sitt rike och behövde därför präster som var grundligt insatta i den lutherska läran. Detta kom Giedde till kännedom, varför han lämnade officersbanan som löjtnant och lät prästviga sig i stället.
Omkring 1534 förordnades han att efterträda den katolske munkprästen Gudmund som Kvilles första lutherske kyrkoherde. När Pehr Kalm år 1742 besökte Fjällbacka fick han berättat för sig en anekdot om hur företrädaren Gudmund förliste på det som i dag kallas Gudmundsskäret och omkom, vilket anfördes som ett tecken av Gud på giltigheten i nytillträdarens lära.
Giedde förblev kyrkoherde i Kville fram till 1573, varefter han utsågs till religionsprost i Viken.
Högre upp i åldern fick kyrkoherde Giedde, "fast med otålighet" – då blind – besök i Kville av kung Jakob VI av Skottland.
Han dog 1590 i Kville, Bohuslän.
Gude Axelsen Gieddes stora slagsvärd gick i arv till sonen respektive sonsonen Peder Jenssen. Den senare förlorade det dock i en eldsvåda i Naverstads prästgård.